# Шольё, Гийом Амфри де
Гийо́м Амфри́, аббат де Шольё (фр. Guillaume Amfrye de Chaulieu; (1639, Фонтене (Эр) — 27 июля 1720, Париж) — французский аббат, поэт-эпикуреец, воспевавший любовь и вино и писавший на «галантные» темы.
Поэзия Шольё, прозванного «Анакреоном из Тампля» («Anacréon du Temple»), пользовалась впоследствии известной популярностью и в России; даже в XIX веке у неё ещё были русские почитатели.

## Биография
Родился в семье английского происхождения; учился в Наваррском коллеже. Подружился с сыном герцога Рошфуко, что открыло ему доступ в аристократические круги́. Затем был очень близок с принцами Вандо́м (Луи Жозеф де Вандом и Филипп де Вандом), принимал участие в обществе весёлых эпикурейцев и галантных поэтов, которое собиралось в бывшем замке тамплиеров, доме Филиппа де Вандома, Тампле и носило название «Общества Тампля» (Société du Temple). Шольё сталкивался там со старевшим Лафонтеном и молодым Аруэ Вольте́ром, которому посвятил особое послание.
Несмотря на легкомысленный образ жизни, получал благодаря своим связям до 30 000 ливров дохода в год; к концу жизни чувствовал иногда приступы раскаяния или пресыщения и писал в совершенно другом, более серьёзном, религиозном духе; тем не менее до конца дней не переставал увлекаться, думать о галантных приключениях и уже почти слепым пережил свой последний роман с мадемуазель де Лонэ.

## Творчество
Из-под пера Шольё выходили весьма изящные по форме, свободные от всего утрированного или напыщенного, но лишенные истинного поэтического чувства стихотворения, прославлявшие вино, любовь, наслаждение житейскими благами, иногда носившие несколько скептическую окраску и в своё время пользовавшиеся большой популярностью (можно, например, проследить влияние творчества Шольё на поэтические произведения Вольтера).
Из произведений Шольё, написанных в другом духе, следует назвать, между прочим, его «Ode sur la mort conformément aux principes du christianisme» (1695).

### Шольё и А. С. Пушкин
А. С. Пушкин в послании «Моему Аристарху» (1815) упоминает имя Шольё вместе с именами Анакреона и Парни, а в «Письме к В. Л. Пушкину» называет князя П. А. Вяземского «Шольё Андреевич». Кроме того, в «Арапе Петра Великого» автор отмечает, что Ибрагим Ганнибал в период пребывания в Париже «присутствовал на ужинах, одушевленных молодостью Аруэта и старостью Шолье, разговорами Монтескье и Фонтенеля».

## Издания
- Собрание сочинений Шольё выходили в 1724, 1750 и 1774 годах;
- письма Шольё в издании Беранже (1850)[4].